# Luisa di Stolberg-Gedern
(Vita scritta da esso di Vittorio Alfieri, Epoca quarta, 1777, capitolo V)
La principessa Luisa di Stolberg-Gedern, nome completo Louise Maximilienne Caroline Emmanuelle di Stolberg-Gedern (Mons, 20 settembre 1752 – Firenze, 29 gennaio 1824), più nota nella storia della letteratura con il titolo di contessa d'Albany, è stata un'intellettuale di origine tedesca attiva nei salotti romani, fiorentini e parigini. Fu moglie di Carlo Edoardo Stuart, conte d'Albany, pretendente giacobita al trono d'Inghilterra, dal 1772 al 1788, nonché amante e in seguito convivente di Vittorio Alfieri dal 1777 al 1803.

## Biografia

### Infanzia
Luisa nacque a Mons nell'Hainaut, nei Paesi Bassi austriaci (attuale Belgio), come figlia maggiore del principe Gustavo Adolfo di Stolberg-Gedern, principe di Stolberg-Gedern, e di sua moglie, la principessa Elisabetta di Hornes, figlia di Massimiliano Emanuele, principe di Hornes. Sua madre vantava una discendenza dal clan Bruce e una remota parentela col re di Scozia Robert Bruce. Quando aveva appena quattro anni rimase orfana del padre ucciso nella battaglia di Leuthen. All'età di sette anni fu inviata per essere istruita presso la scuola annessa alla collegiata di Santa Waudru a Mons che dava riparo e protezione alle giovani donne appartenenti alla nobiltà che avevano mezzi finanziari insufficienti per vivere non sposate nel mondo. Nel 1766 l'imperatrice Maria Teresa dispose che una delle prebende delle canonichesse nobili della collegiata fosse data a Luisa che, pur essendo una canonichessa, non era obbligata a soggiornare permanentemente nel convento ma poteva liberamente frequentare la società.

### Matrimonio

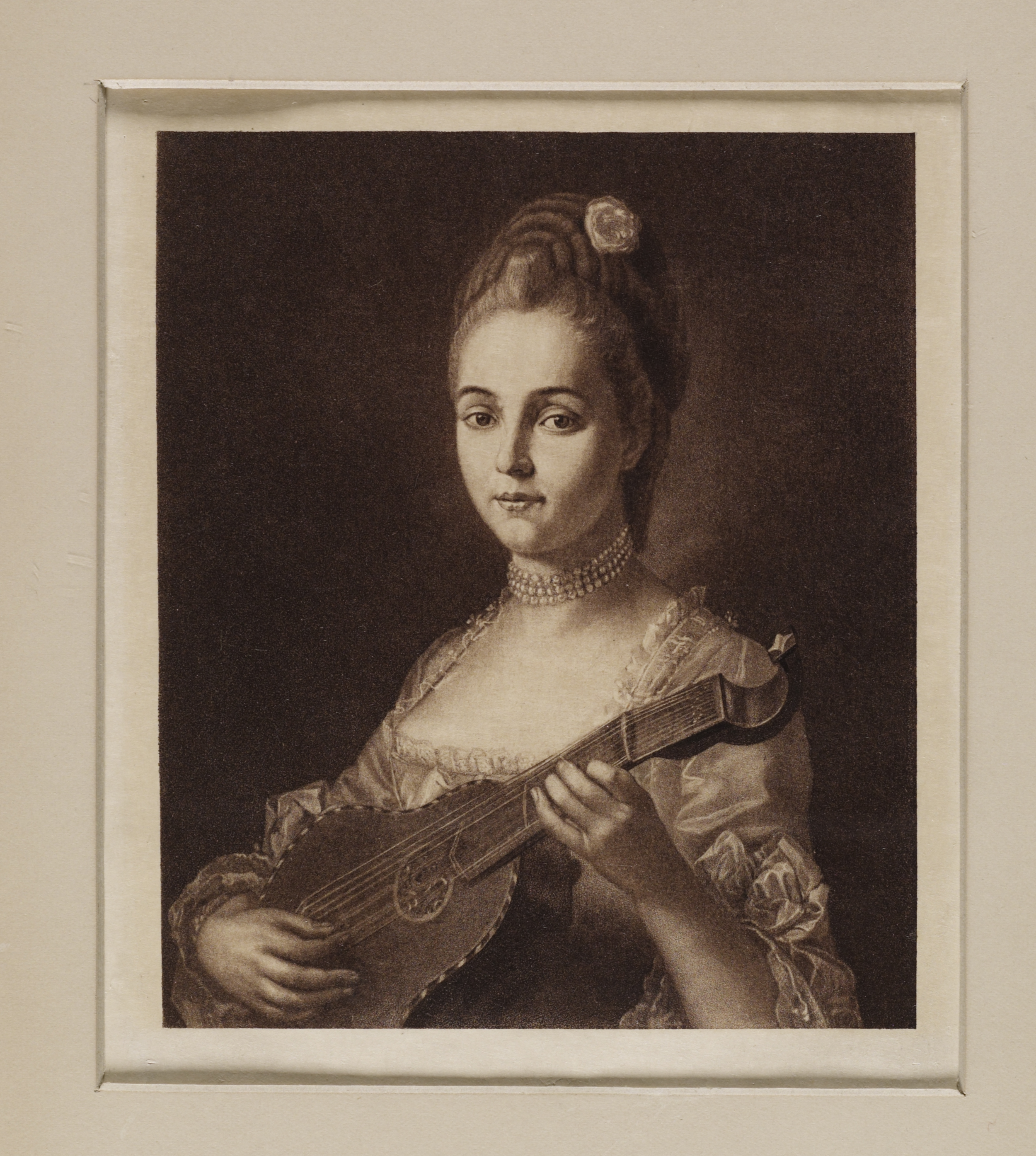
Ritratto giovanile

Nel 1771 la sorella minore di Luisa (anche ella canonichessa a St. Waudru) sposò Carlos FitzJames Stuart, IV duca di Berwick, marchese di Giamaica, unico figlio di James FiztJames Stuart, III duca di Berwick (uno dei numerosi discendenti in linea illegittima da re Giacomo II d'Inghilterra e VII di Scozia). Lo zio del duca di Berwick, il duca de Fitz-James, cominciò le trattative con la madre di Luisa per un matrimonio tra lei e Carlo Edoardo Stuart, il pretendente giacobita ai troni inglese e scozzese. Sebbene re Luigi XV di Francia avesse già riconosciuto la successione del casato di Hannover, egli sperava anche che la linea legittima maschile Stuart non si estinguesse e così fosse una minaccia continua per gli hannoveriani. Carlo Edoardo aveva solo una figlia illegittima, più grande solo di un anno di Luisa, Charlotte Stuart d'Albany, avuta dell'amante Clementina Walkinshaw che aveva abbandonato il principe a causa dei suoi problemi con l'alcol.

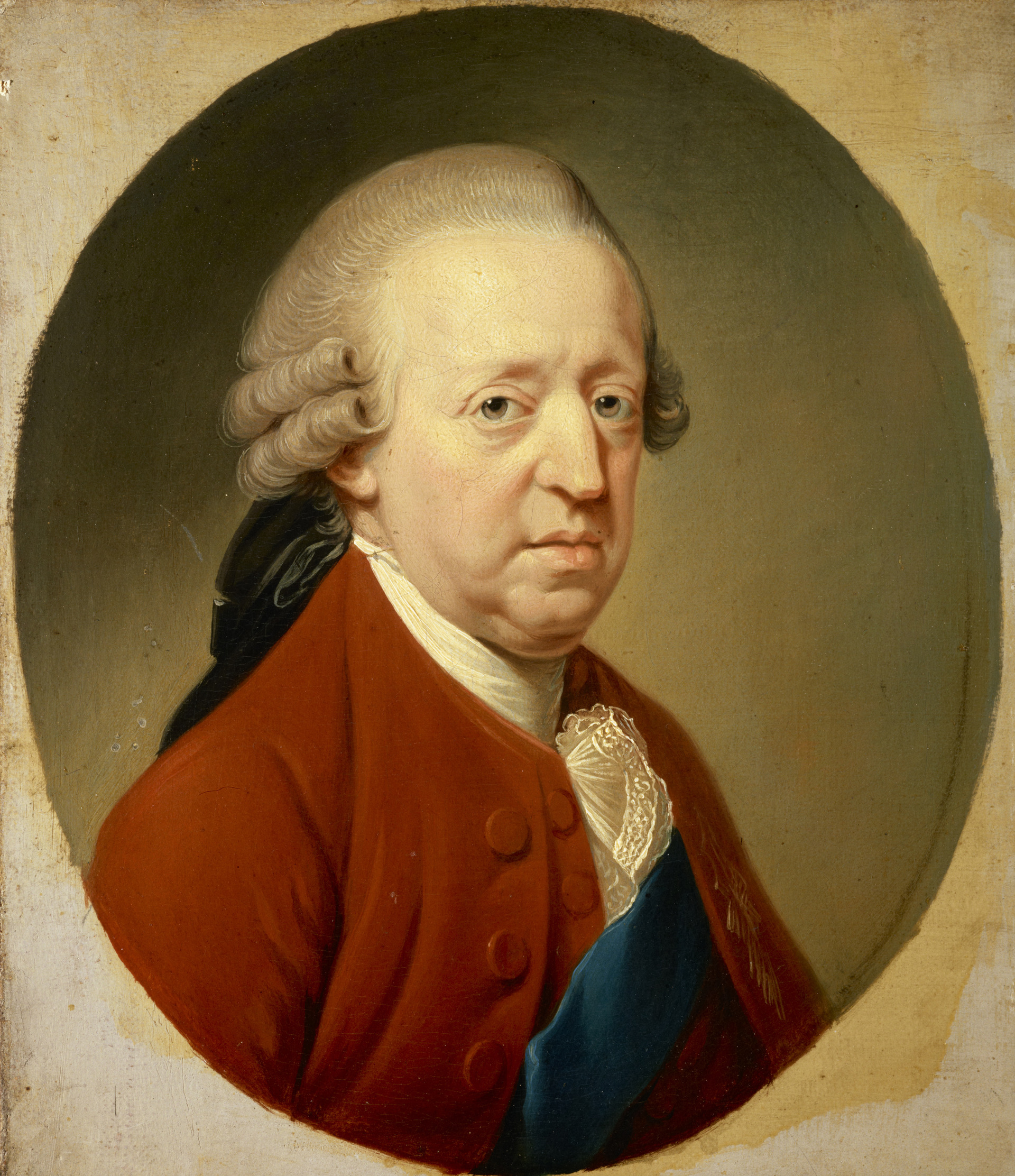
Carlo Edoardo Stuart nel 1775, tre anni dopo il matrimonio con Luisa Stolberg

Le trattative furono delicate dal momento che la famiglia di Luisa non aveva denaro proprio e si affidò totalmente alla buona volontà dell'imperatrice Maria Teresa (che era stata precedentemente alleata agli hannoveriani). Il 28 marzo 1772 Luisa sposò per procura Carlo Edoardo Stuart a Parigi. 

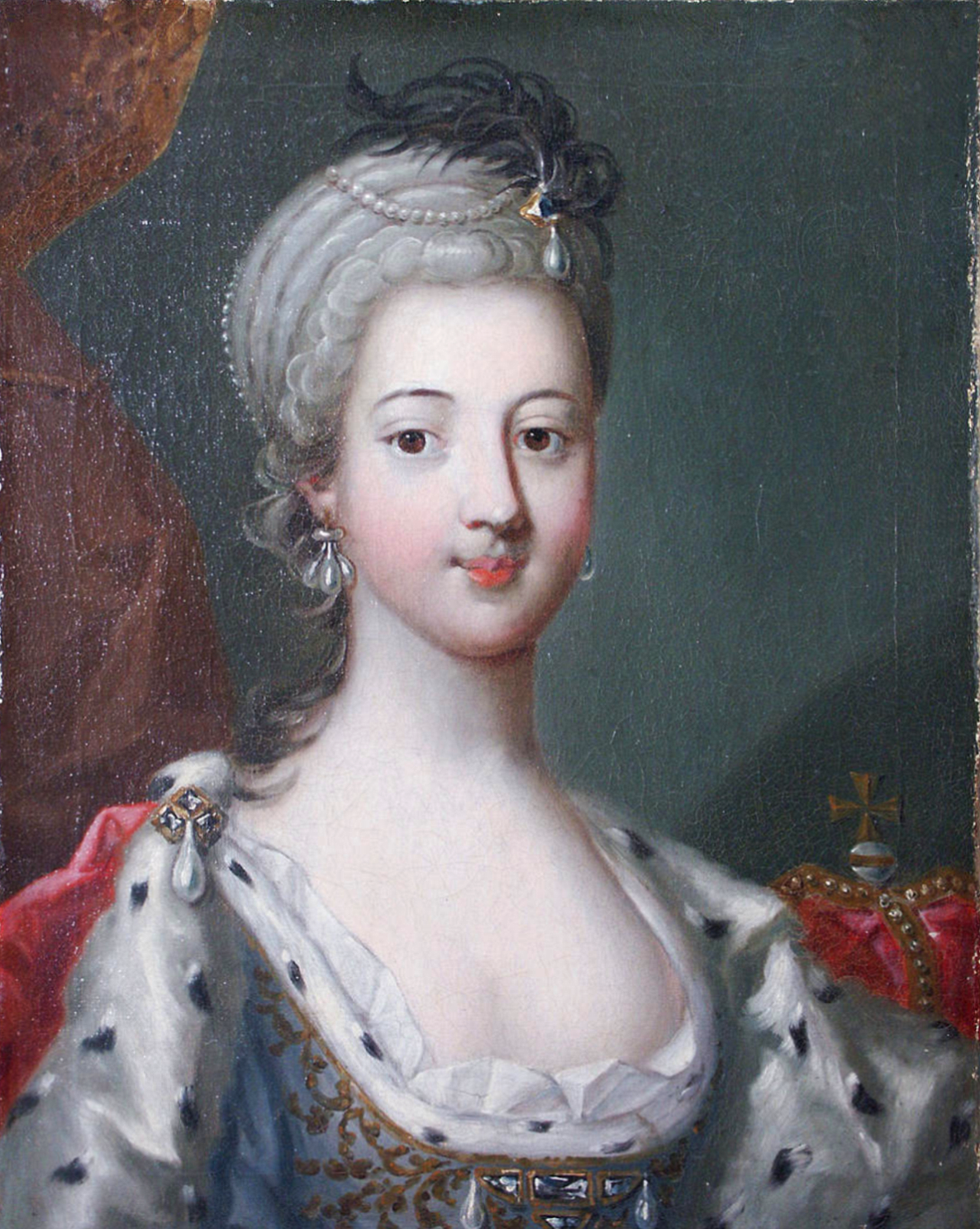
Ritratto della principessa Luisa ai tempi del matrimonio con Carlo Edoardo (decennio 1770), conservato al Castello di Edimburgo

La coppia si incontrò per la prima volta il 14 aprile 1772 quando rinnovarono i loro voti nuziali di persona con una cerimonia che fu celebrata presso la Cappella di famiglia di Palazzo Compagnoni Marefoschi di Macerata, alla presenza dei Conti Compagnoni.. Luisa fu d'ora in avanti riconosciuta dai giacobiti come regina Luisa d'Inghilterra, Scozia, Francia, e Irlanda.

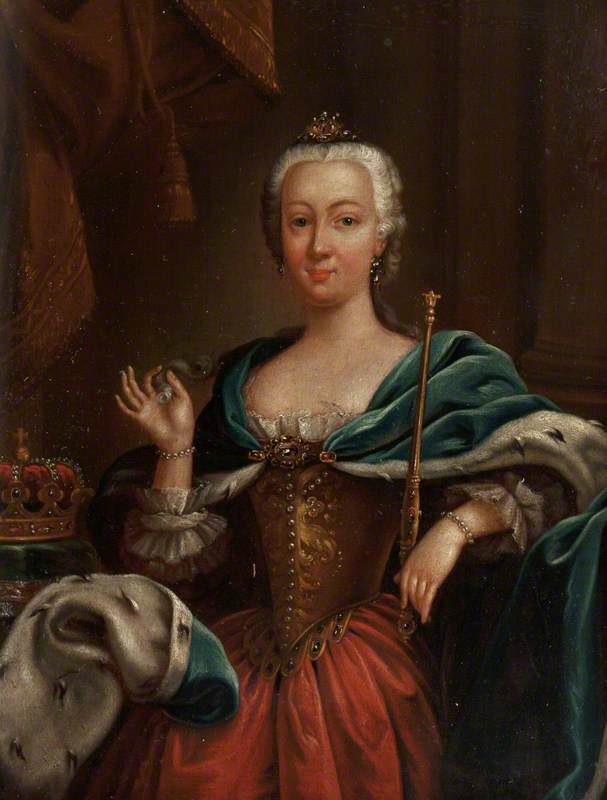
Ritratto di Luisa in vesti di regina di Scozia (decennio 1770)

Carlo Edoardo e Luisa trascorsero i primi due anni della loro vita coniugale a Roma. Nonostante la differenza delle loro età (lui aveva 52 anni, lei 20), la coppia fu in un primo momento felice insieme. Ma c'erano diverse ombre nel loro rapporto. Non c'era alcun segnale che Luisa concepisse un figlio. Carlo Edoardo era stato incoraggiato nella convinzione che, se si fosse sposato, il papa lo avrebbe riconosciuto come re d'Inghilterra e Scozia e la Francia avrebbe fornito fondi per un'altra insurrezione giacobita. A Luisa era stato praticamente promesso che sarebbe stata trattata come una regina. Invece Carlo Edorado trovò le sue speranze di un figlio e di un riconoscimento diplomatico deluse, mentre Luisa si trovò sposata con un vecchio principe senza prospettive.

## La relazione con Alfieri
(Vittorio Alfieri, Vita scritta da esso)
Nel 1777 Carlo Edoardo Stuart, non sopportando il successo romano della moglie e il suo comportamento noncurante della sua reputazione, decide di trasferirsi a Firenze anche con l'intento di sottrarre la contessa all'influenza del proprio fratello, il cardinale di York, suo buon amico.
A Firenze avviene l'incontro con Vittorio Alfieri, giovane ventottenne, affascinato dalla nobile dama, intellettuale cosmopolita. Il loro amore è un vero e proprio colpo di fulmine e dal momento dell'incontro sarà un susseguirsi di difficoltà e stratagemmi per potersi amare.

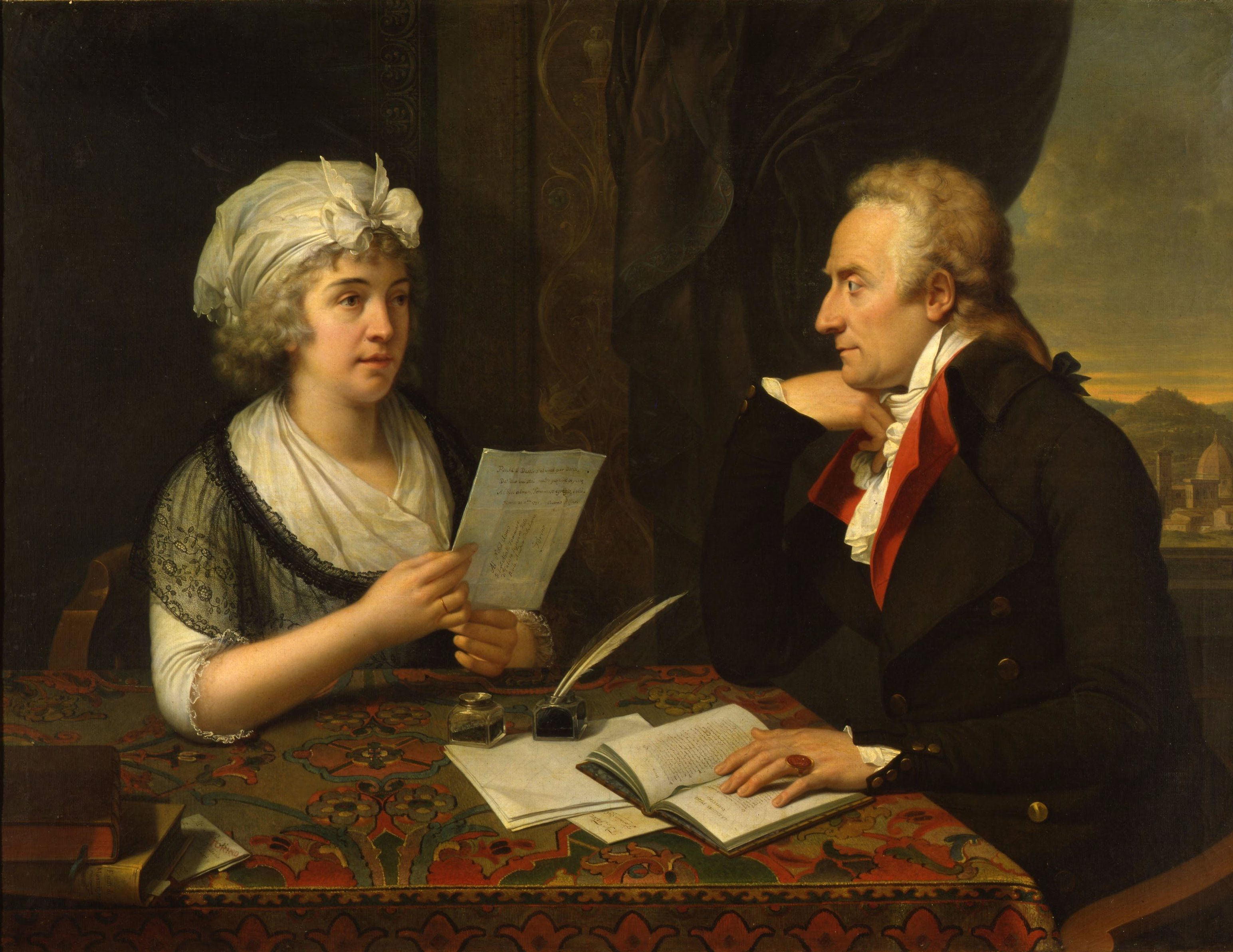
Vittorio Alfieri e la contessa d'Albany. Dipinto di François-Xavier Fabre (1796 circa), Torino, Museo Civico di arte antica, realizzato per Tommaso Valperga di Caluso e precedentemente al Castello di Masino.

Carlo Edoardo Stuart diviene sempre più violento nei confronti della contessa che dapprima si nascose in un convento, poi chiese ospitalità al cardinale di York a Roma e alla fine, con l'aiuto del re di Svezia Gustavo III, riuscì ad ottenere la separazione legale.
(Vittorio Alfieri, Vita scritta da esso, Epoca IV, capitolo VIII)
Scoperta la relazione, il cardinale di York fece di tutto per tenerli lontani, fino a che non si trasferirono a Parigi. Con la morte del Pretendente nel 1788, la contessa, ormai libera, visse apertamente la sua relazione con l'Alfieri, pur scegliendo di non sposarsi. Secondo quanto riferito da Alfieri, nonostante tutto Luisa fu sinceramente addolorata per la morte del marito.
A Parigi dal 1786 al 1791, divenne noto e apprezzato il circolo culturale della contessa nella casa di Rue de Bourgogne, frequentato ad esempio da Filippo Mazzei, André Chénier e suo fratello Marie-Joseph, Ippolito Pindemonte, Jacques-Louis David, Pierre de Beaumarchais, Jacques Necker e sua figlia Madame de Staël, Giuseppina di Beauharnais (la futura moglie di Napoleone), Malesherbes, Madame de Genlis, Honoré de Mirabeau, La Harpe e Marmontel.
La presenza di una sala del trono ricordava agli ospiti l'alto rango della padrona di casa. 

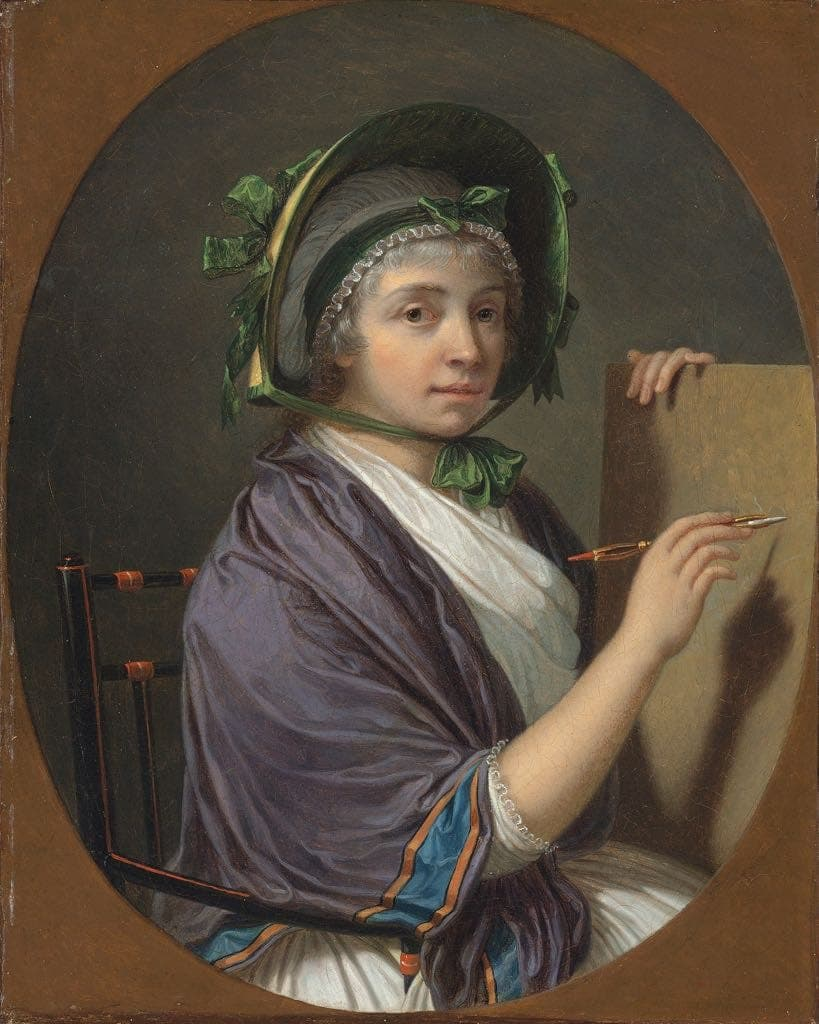
La contessa d'Albany nel 1796 (di François-Xavier Fabre)

L'Alfieri dedicherà apertamente a lei la tragedia Mirra del 1786 che inizia con un sonetto in cui si legge:

"Alla nobil donna la signora contessa LUISA STOLBERG D'ALBANIA."
Vergognando talor che ancor si taccia,

donna, per me l’almo tuo nome in fronte

di queste ormai già troppe, e a te ben conte

tragedie, ond’io di folle avrommi taccia;

or vo’ qual d’esse meno a te dispiaccia

di te fregiar: benché di tutte il fonte

tu sola fossi; e il viver mio non conte,

se non dal dí che al viver tuo si allaccia.

Della figlia di Ciniro infelice

l'orrendo a un tempo ed innocente amore,

sempre da' tuoi begli occhi il pianto elíce:

prova emmi questa, che al mio dubbio core

tacitamente imperíosa dice;

ch'io di MIRRA consacri a te il dolore.
La Rivoluzione costrinse i due amanti a fuggire dalla Francia, dove lei era stata dichiarata passibile d'arresto poco prima dei massacri di settembre, e a tornare a Firenze dove alloggiarono in uno dei due palazzi Gianfigliazzi. Qui la contessa assunse il ruolo di musa ispiratrice del grande poeta e letterato italiano trasformando il suo appartamento nel luogo di incontro dei rappresentanti della migliore cultura europea. 
Rimase a Firenze dopo la morte di Alfieri nel 1803. Il salotto sarà frequentato da Madame de Staël, Ugo Foscolo, Lamartine, Chateaubriand e Melchiorre Cesarotti. Tra il 1809 e il 1810 risiedette nuovamente a Parigi in quanto Napoleone, che pure le aveva in passato restituito la rendita vitalizia, scontento dei frequentatori della sua casa che considerava oppositori, l'aveva chiamata a risiedere in Francia; Bonaparte, al tempo impegnato contro l'Inghilterra, intendeva inoltre appurare se Carlo Edoardo e Luisa non avessero avuto eredi legittimi che egli potesse utilizzare come minaccia verso gli Hannover.
Ad offuscare però la vita della contessa furono gli ambienti aristocratici, che prima avevano mostrato indulgenza per l'aperta convivenza con il grande poeta italiano, ma poi si abbandonarono alle maldicenze quando presso la coppia di amanti si aggiunse un pittore francese, François-Xavier Fabre, che divenne l'amico del cuore della contessa sino al 1803, l'anno della morte di Alfieri, che lasciò alla donna il proprio patrimonio personale.
Le malignità sul comportamento libero della nobildonna sembrarono trovare conferma nel 1824, quando, alla morte della contessa, il pittore francese ne divenne erede universale.

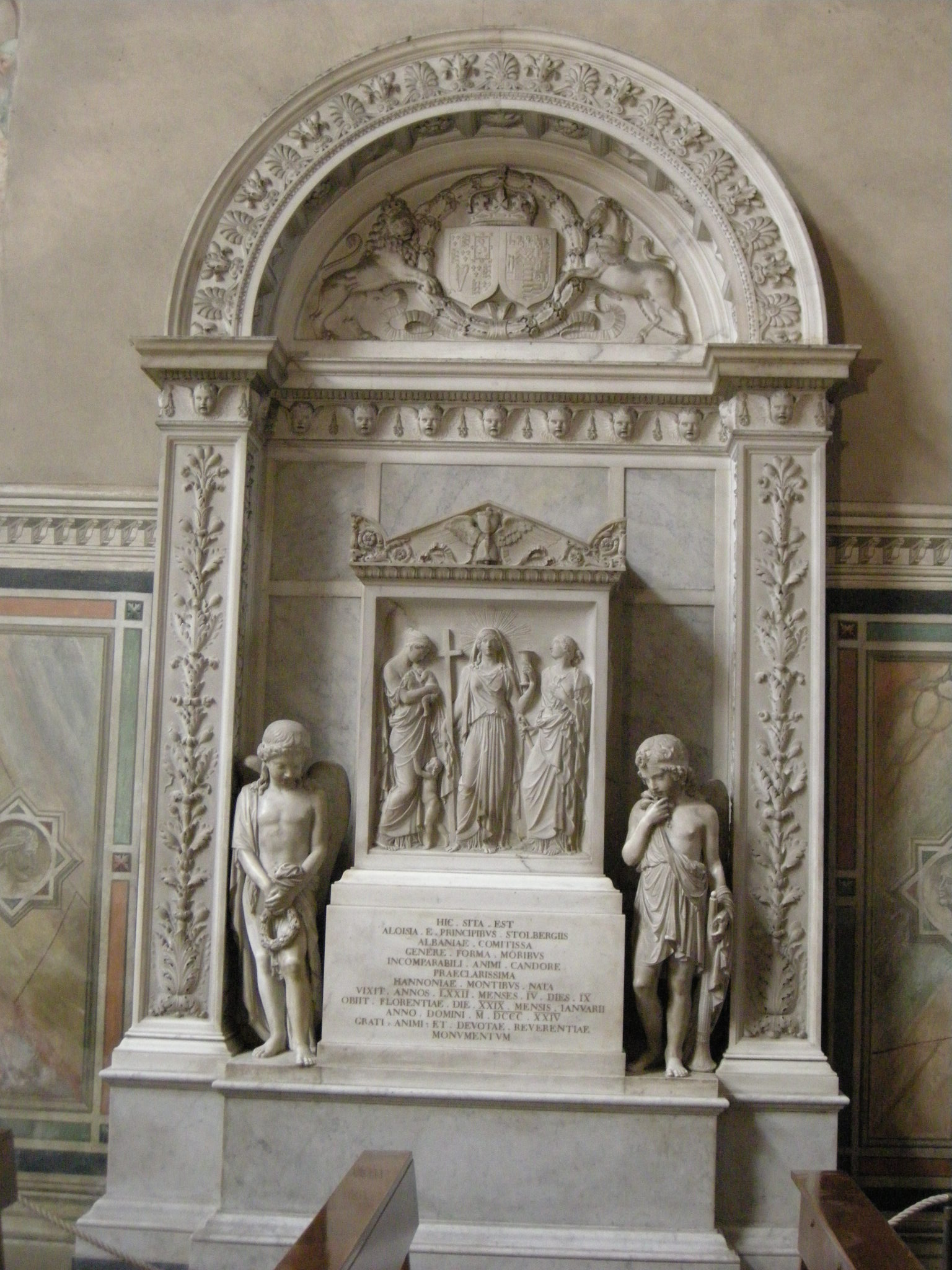
Monumento funebre di Luisa Stolberg in Santa Croce, con l'epitaffio composto da Vittorio Alfieri nel 1799

Aveva lasciato scritto l'Alfieri: «Invece di trovare in essa, come in tutte le volgari donne, un ostacolo alla gloria letteraria, un disturbo alle utili occupazioni, ed un rimpicciolimento direi di pensieri, ci ritrovavo e sprone e conforto ed esempio ad ogni bella cosa.»

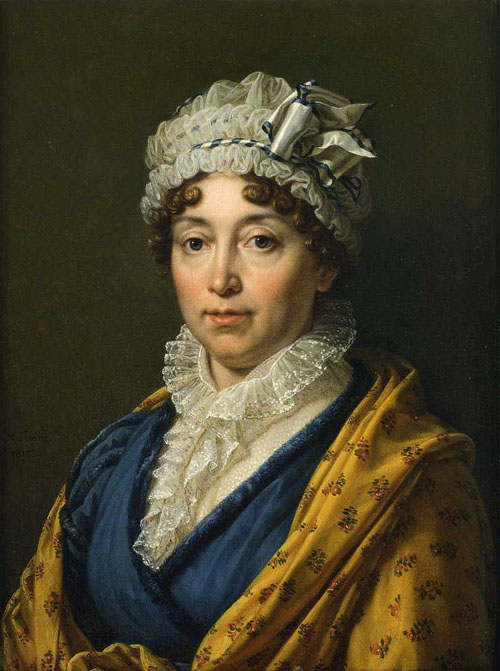
Luisa d'Albany nel 1812 (François-Xavier Fabre)

In effetti la contessa meritò la lode del poeta poiché si deve a lei la pubblicazione postuma delle opere (compreso il manoscritto della Vita scritta da esso che l'Alfieri morente aveva affidato a lei, lasciandole la scelta se conservarlo, bruciarlo o pubblicarlo) ma soprattutto l'autorizzazione ottenuta di seppellire le spoglie del poeta in Santa Croce nel monumento funebre neoclassico che lei stessa commissionò a Canova.
Nella stessa basilica fiorentina fu innalzato il monumento funebre della nobildonna, lì sepolta, opera di gusto neorinascimentale realizzata da Luigi Giovannozzi ed Emilio Santarelli su disegno di Charles Percier.

## Ascendenza
|                                             |                                      |                                                       | Genitori                                         |  |  | Nonni |  |  | Bisnonni                                     |  |  | Trisnonni                                     |  |
|                                             |                                      |                                                       |                                                  |  |  |       |  |  | Ludovico Cristiano, conte di Stolberg-Gedern |  |  | Enrico Ernesto, conte di Stolberg-Wernigerode |  |
|                                             |                                      |                                                       |                                                  |  |  |       |  |  | Ludovico Cristiano, conte di Stolberg-Gedern |  |  | Enrico Ernesto, conte di Stolberg-Wernigerode |  |
|                                             |                                      | contessa Anna Elisabetta di Stolberg-Wernigerode      |                                                  |  |  |       |  |  | Ludovico Cristiano, conte di Stolberg-Gedern |  |  |                                               |  |
| Federico Carlo, principe di Stolberg-Gedern |                                      |                                                       |                                                  |  |  |       |  |  | Ludovico Cristiano, conte di Stolberg-Gedern |  |  |                                               |  |
|                                             |                                      | Cristina di Meclemburgo-Güstrow                       | Gustavo Adolfo, duca di Meclemburgo-Güstrow      |  |  |       |  |  |                                              |  |  |                                               |  |
|                                             |                                      | Cristina di Meclemburgo-Güstrow                       | Gustavo Adolfo, duca di Meclemburgo-Güstrow      |  |  |       |  |  |                                              |  |  |                                               |  |
|                                             |                                      | Cristina di Meclemburgo-Güstrow                       | duchessa Maddalena Sibilla di Holstein-Gottorp   |  |  |       |  |  |                                              |  |  |                                               |  |
| principe Gustavo Adolfo di Stolberg-Gedern  |                                      | Cristina di Meclemburgo-Güstrow                       |                                                  |  |  |       |  |  |                                              |  |  |                                               |  |
|                                             |                                      | Luigi Crato, conte di Nassau-Saarbrücken              | Gustavo Adolfo, conte di Nassau-Saarbrücken      |  |  |       |  |  |                                              |  |  |                                               |  |
|                                             |                                      | Luigi Crato, conte di Nassau-Saarbrücken              | Gustavo Adolfo, conte di Nassau-Saarbrücken      |  |  |       |  |  |                                              |  |  |                                               |  |
|                                             |                                      | Luigi Crato, conte di Nassau-Saarbrücken              | langravia Eleonora Clara di Hohenlohe-Neuenstein |  |  |       |  |  |                                              |  |  |                                               |  |
| contessa Luisa di Nassau-Saarbrücken        |                                      | Luigi Crato, conte di Nassau-Saarbrücken              |                                                  |  |  |       |  |  |                                              |  |  |                                               |  |
|                                             |                                      | contessa Filippina Enrichetta di Hohenlohe-Langenburg | Enrico Federico, conte di Hohenlohe-Langenburg   |  |  |       |  |  |                                              |  |  |                                               |  |
|                                             |                                      | contessa Filippina Enrichetta di Hohenlohe-Langenburg | Enrico Federico, conte di Hohenlohe-Langenburg   |  |  |       |  |  |                                              |  |  |                                               |  |
|                                             |                                      | contessa Filippina Enrichetta di Hohenlohe-Langenburg | contessa Giuliana Dorotea di Castell-Remlingen   |  |  |       |  |  |                                              |  |  |                                               |  |
| Principessa Luisa di Stolberg-Gedern        |                                      | contessa Filippina Enrichetta di Hohenlohe-Langenburg |                                                  |  |  |       |  |  |                                              |  |  |                                               |  |
|                                             | Filippo Emanuele, principe di Hornes | Eugenio Massimiliano, principe di Hornes              |                                                  |  |  |       |  |  |                                              |  |  |                                               |  |
|                                             | Filippo Emanuele, principe di Hornes | Eugenio Massimiliano, principe di Hornes              |                                                  |  |  |       |  |  |                                              |  |  |                                               |  |
|                                             | Filippo Emanuele, principe di Hornes | principessa Maria Giovanna de Croÿ                    |                                                  |  |  |       |  |  |                                              |  |  |                                               |  |
| Massimiliano Emanuele, principe di Hornes   | Filippo Emanuele, principe di Hornes |                                                       |                                                  |  |  |       |  |  |                                              |  |  |                                               |  |
|                                             |                                      | principessa Maria Anna Antonietta di Ligne            | Enrico Luigi Ernesto, IV principe di Ligne       |  |  |       |  |  |                                              |  |  |                                               |  |
|                                             |                                      | principessa Maria Anna Antonietta di Ligne            | Enrico Luigi Ernesto, IV principe di Ligne       |  |  |       |  |  |                                              |  |  |                                               |  |
|                                             |                                      | principessa Maria Anna Antonietta di Ligne            | Doña Juana de Aragón y Benavides                 |  |  |       |  |  |                                              |  |  |                                               |  |
| principessa Elisabetta di Hornes            |                                      | principessa Maria Anna Antonietta di Ligne            |                                                  |  |  |       |  |  |                                              |  |  |                                               |  |
|                                             |                                      | Thomas Bruce, III conte di Elgin                      | Robert Bruce, II conte di Elgin                  |  |  |       |  |  |                                              |  |  |                                               |  |
|                                             |                                      | Thomas Bruce, III conte di Elgin                      | Robert Bruce, II conte di Elgin                  |  |  |       |  |  |                                              |  |  |                                               |  |
|                                             |                                      | Thomas Bruce, III conte di Elgin                      | lady Diana Grey                                  |  |  |       |  |  |                                              |  |  |                                               |  |
| lady Marie Thérèse Bruce                    |                                      | Thomas Bruce, III conte di Elgin                      |                                                  |  |  |       |  |  |                                              |  |  |                                               |  |
|                                             |                                      | Charlotte d'Argenteau, contessa d'Esneux              | Louis Conrad d'Argenteau, conte d'Esneux         |  |  |       |  |  |                                              |  |  |                                               |  |
|                                             |                                      | Charlotte d'Argenteau, contessa d'Esneux              | Louis Conrad d'Argenteau, conte d'Esneux         |  |  |       |  |  |                                              |  |  |                                               |  |
|                                             |                                      | Charlotte d'Argenteau, contessa d'Esneux              | Ghisberte de Locquenghien                        |  |  |       |  |  |                                              |  |  |                                               |  |
|                                             |                                      | Charlotte d'Argenteau, contessa d'Esneux              |                                                  |  |  |       |  |  |                                              |  |  |                                               |  |